# Dubno (Slowakei)
Dubno, ungarisch Dobfenek (slowakisch bis 1948 „Dubenec“; ungarisch auch Dobfenék) ist eine Gemeinde in der südlichen Mittelslowakei mit 140 Einwohnern (Stand 31. Dezember 2024), die im Okres Rimavská Sobota, einem Kreis des Banskobystrický kraj, liegt.

## Geographie
Die Gemeinde befindet sich im Bergland Cerová vrchovina in der Landschaft Medves, an der Gortva im Einzugsgebiet der Rimava, nahe der Staatsgrenze zu Ungarn. Das Ortszentrum liegt auf einer Höhe von 234 m n.m. und ist 20 Kilometer von Fiľakovo sowie 32 Kilometer von Rimavská Sobota entfernt.
Nachbargemeinden sind Gemerský Jablonec im Westen und Norden, kurz Gemerské Dechtáre im Norden sowie Petrovce im Osten und Süden.

## Geschichte

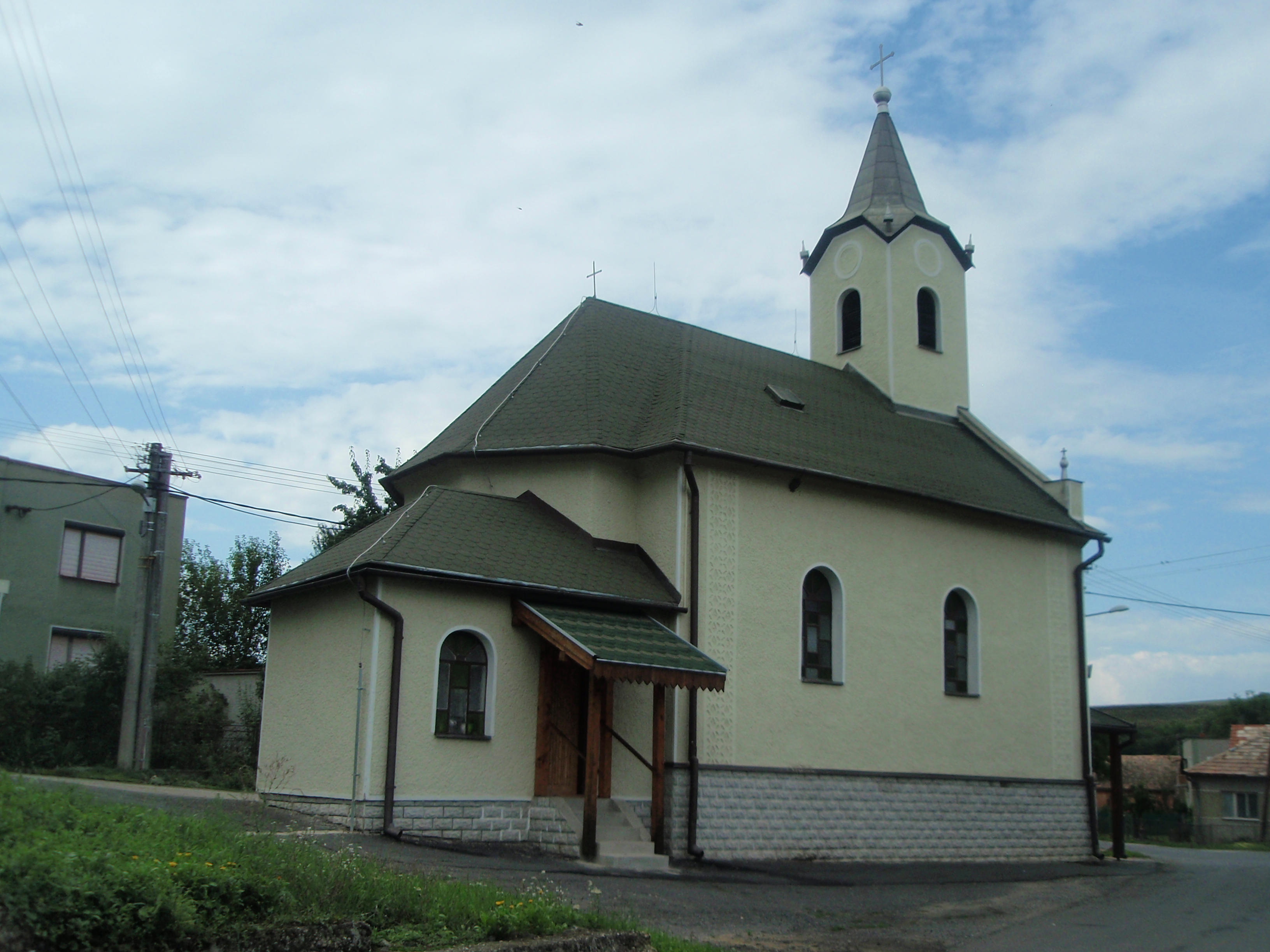
Kirche in Dubno

Dubno wurde zum ersten Mal 1427 als Dobfenek schriftlich erwähnt und war damals Besitz eines gewissen Tamás Recsky und wurde später zum Besitz des Landadels. Nach Angaben des ungarischen Historikers Bálint Ila sollte der Ort um 1273 von den Einwohnern des Nachbarortes Gemerský Jablonec gegründet worden sein. Während der Türkenkriege kam es zur Entvölkerung der Gemeinde, die erst im 18. Jahrhundert wieder besiedelt wurde. 1828 zählte man 18 Häuser und 146 Einwohner, die als Landwirte beschäftigt waren.
Bis 1918/19 gehörte der im Komitat Gemer und Kleinhont liegende Ort zum Königreich Ungarn und kam danach zur Tschechoslowakei beziehungsweise heute Slowakei. Auf Grund des Ersten Wiener Schiedsspruchs lag er von 1938 bis 1944 noch einmal in Ungarn.

## Bevölkerung
| Jahr                | 1994 | 2004     | 2014     | 2024     |
| ------------------- | ---- | -------- | -------- | -------- |
| Anzahl der Personen | 164  | 138      | 170      | 140      |
| Unterschied         |      | −15,85 % | +23,18 % | −17,64 % |

| Jahr                | 2023 | 2024    |
| ------------------- | ---- | ------- |
| Anzahl der Personen | 148  | 140     |
| Unterschied         |      | −5,40 % |

Gemäß der Volkszählung 2011 wohnten in Dubno 153 Einwohner, davon 135 Magyaren, 13 Slowaken und vier Roma. Ein Einwohner machten keine Angabe zur Ethnie.
145 Einwohner bekannten sich zur römisch-katholischen Kirche, drei Einwohner zur reformierten Kirche, zwei Einwohner zur griechisch-katholischen Kirche und ein Einwohner zur Evangelischen Kirche A. B. Zwei Einwohner waren konfessionslos.

## Baudenkmäler
- römisch-katholische Kirche aus dem Jahr 1427, 1927 umgebaut